# St. Margaretha (Grasla)

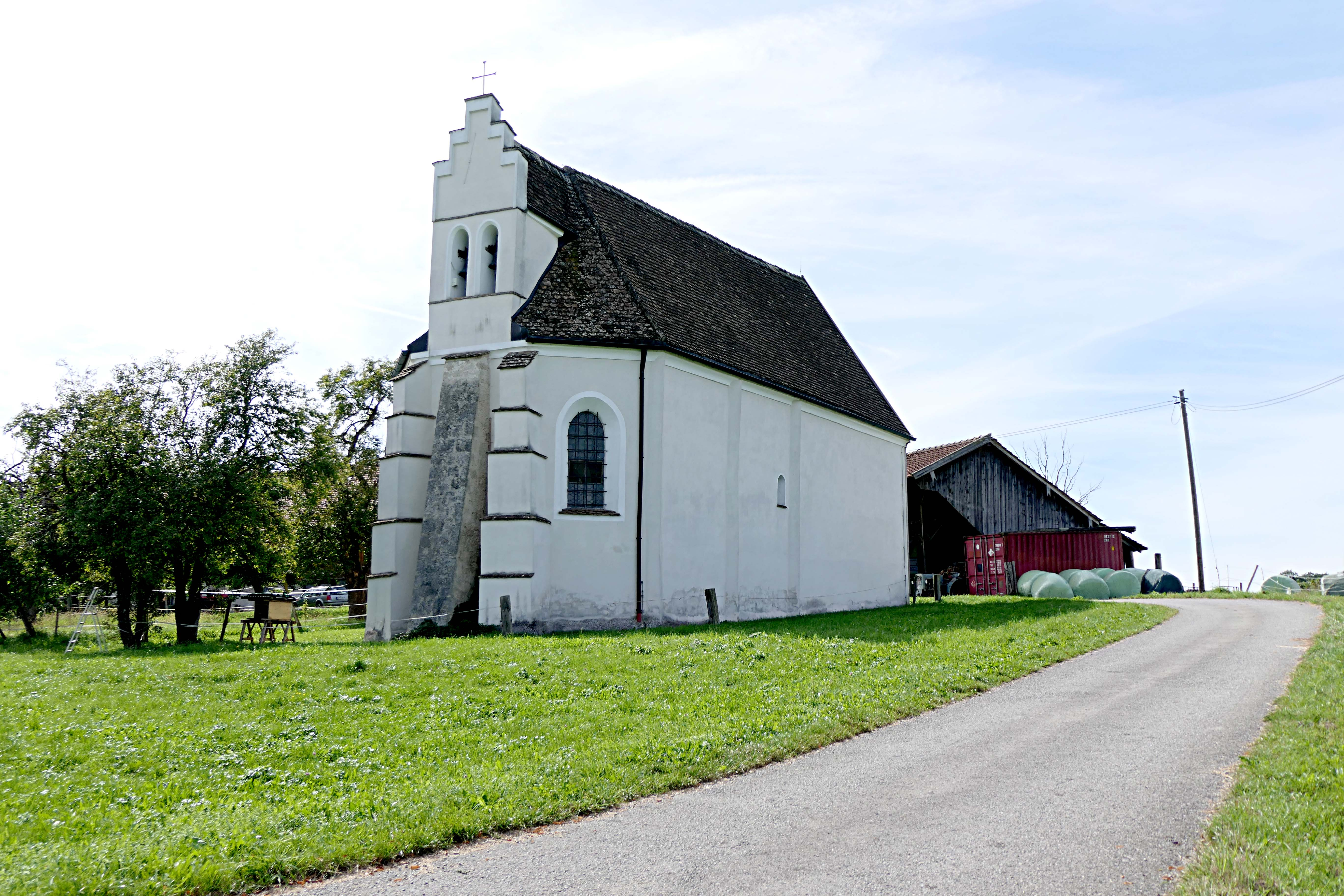
St. Margaretha in Grasla

Die römisch-katholische Kapelle St. Margaretha steht in Grasla, einem Gemeindeteil von Polling im oberbayerischen Landkreis Weilheim-Schongau. Das Bauwerk ist in der Liste der Baudenkmäler in Polling als Baudenkmal unter der Nr. D-1-90-142-30 eingetragen. Die Kapelle gehört zum Bistum Augsburg.

## Beschreibung
Die spätgotische Saalkirche wurde 1499 erbaut. Sie besteht aus dem Langhaus mit durch Lisenen gegliederten Längswänden und dem dreiseitig geschlossenen Chor im Osten. Die beiden eine mittlere Stütze flankierenden Strebepfeiler an der Stirnseite des Chors stammen von 1667. Über dem Chor erhebt sich ein Zwerchhaus mit abschließendem, bis zum Dachfirst des Langhauses reichendem Staffelgiebel, das den Glockenstuhl mit zwei Kirchenglocken enthält.
Der Innenraum ist mit einem auf Konsolen ruhenden Netzgewölbe überspannt. Auf den spätgotischen Fresken an der Nordwand sind u. a. die Kreuztragung Christi und die Kreuzigung dargestellt, an der Südwand Margareta von Antiochia. Den Hochaltar hat um 1683 der Vater von Johann Sebastian Degler gebaut. Er wird von den Skulpturen der Barbara von Nikomedien und der Agnes von Rom flankiert.